# Michael McCullers
Michael McCullers (Vestavia Hills, 1971) is een Amerikaans scenarioschrijver die gespecialiseerd is in komische films.

## Biografie
McCullers werd geboren in Vestavia Hills in de staat Alabama. Hij ging naar de Indian Springs School, een particuliere middelbare school in Birmingham, Alabama. McCullers werd bekroond met een National Merit Scholarship. McCullers begon zijn carrière als schrijver op Saturday Night Live. Kort daarna schreef hij mee aan de scripts voor Austin Powers: The Spy Who Shagged Me en Austin Powers in Goldmember, twee films van de Austin Powers-filmserie met Mike Myers in de hoofdrol, wat zijn meest geprezen werken werden. Hij schreef en regisseerde in 2008 de komische film Baby Mama met Tina Fey en Amy Poehler in de hoofdrollen. McCullers schreef ook de film The Boss Baby uit 2017 voor DreamWorks Animation en schreef samen met Genndy Tartakovsky de film Hotel Transylvania 3: Summer Vacation uit 2018 voor Sony Pictures Animation.
McCullers woont in Los Angeles, met zijn vrouw en vier kinderen.

## Filmografie
| Jaar | Titel                                 | Gecrediteerd als  | Gecrediteerd als |
| Jaar | Titel                                 | Scenarist         | Regisseur        |
| ---- | ------------------------------------- | ----------------- | ---------------- |
| 1999 | Austin Powers: The Spy Who Shagged Me |                   |                  |
| 2002 | Undercover Brother                    |                   |                  |
| 2002 | Austin Powers in Goldmember           |                   |                  |
| 2004 | Thunderbirds                          |                   |                  |
| 2008 | Baby Mama                             |                   |                  |
| 2014 | Mr. Peabody & Sherman                 | Scriptbewerkingen |                  |
| 2017 | The Boss Baby                         |                   |                  |
| 2018 | Hotel Transylvania 3: Summer Vacation |                   |                  |
| 2021 | The Boss Baby: Family Business        |                   |                  |